# Gilberto Teodoro

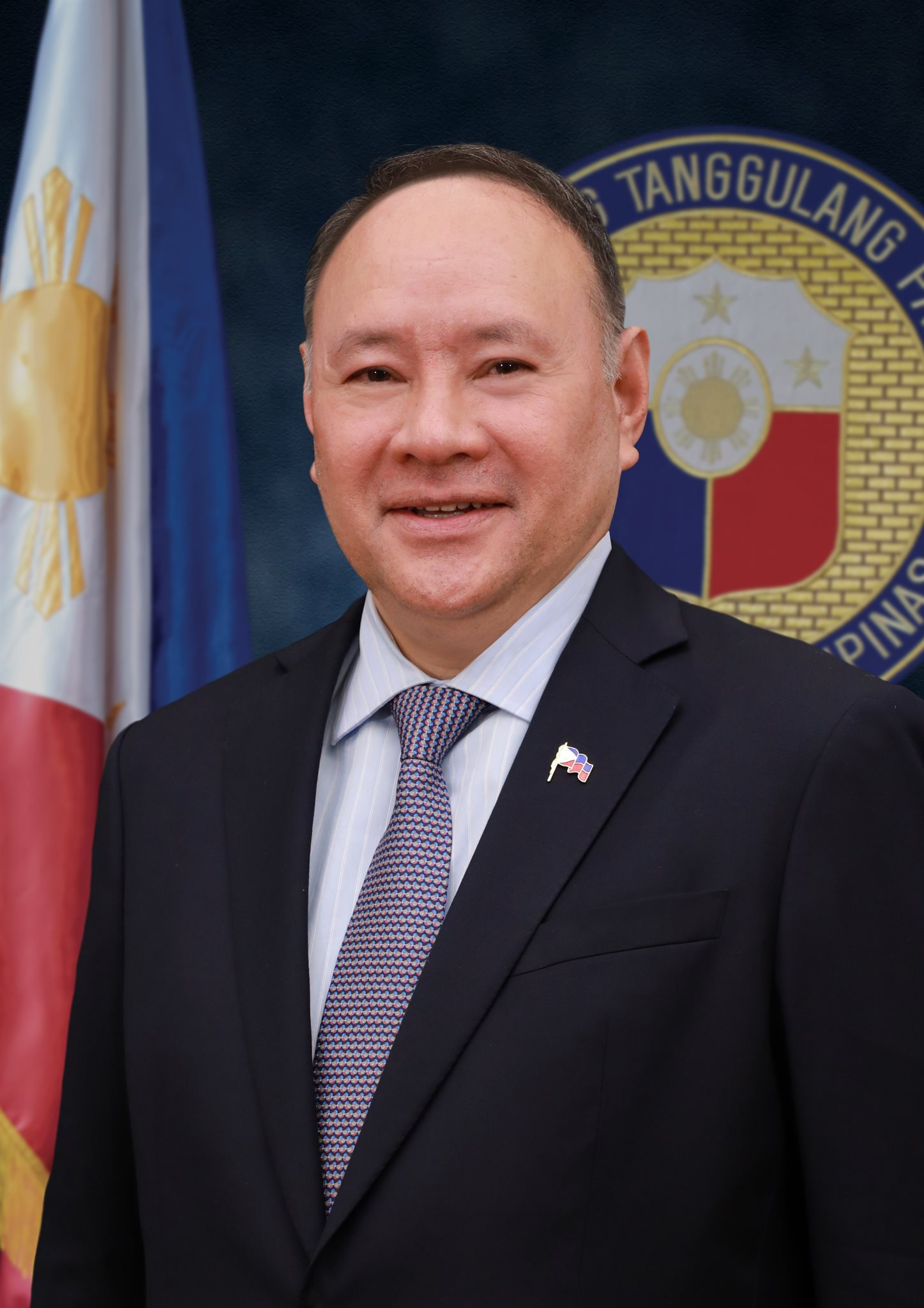
Gilberto Teodoro (2023)

Gilberto Eduardo Gerardo „Gilbert“/„Gibo“ Cojuangco Teodoro, Jr. (* 14. Juni 1964) ist seit September 2023 philippinischer Verteidigungsminister. Auch von August 2007 bis Mitte November 2009 hatte der Jurist dieses Amt bereits inne. Von 1998 bis 2007 war er Parlamentsmitglied des Repräsentantenhauses. Er ist Mitglied der Partei Lakas Kampi Christian Muslim Democrats (Lakas Kampi CMD).

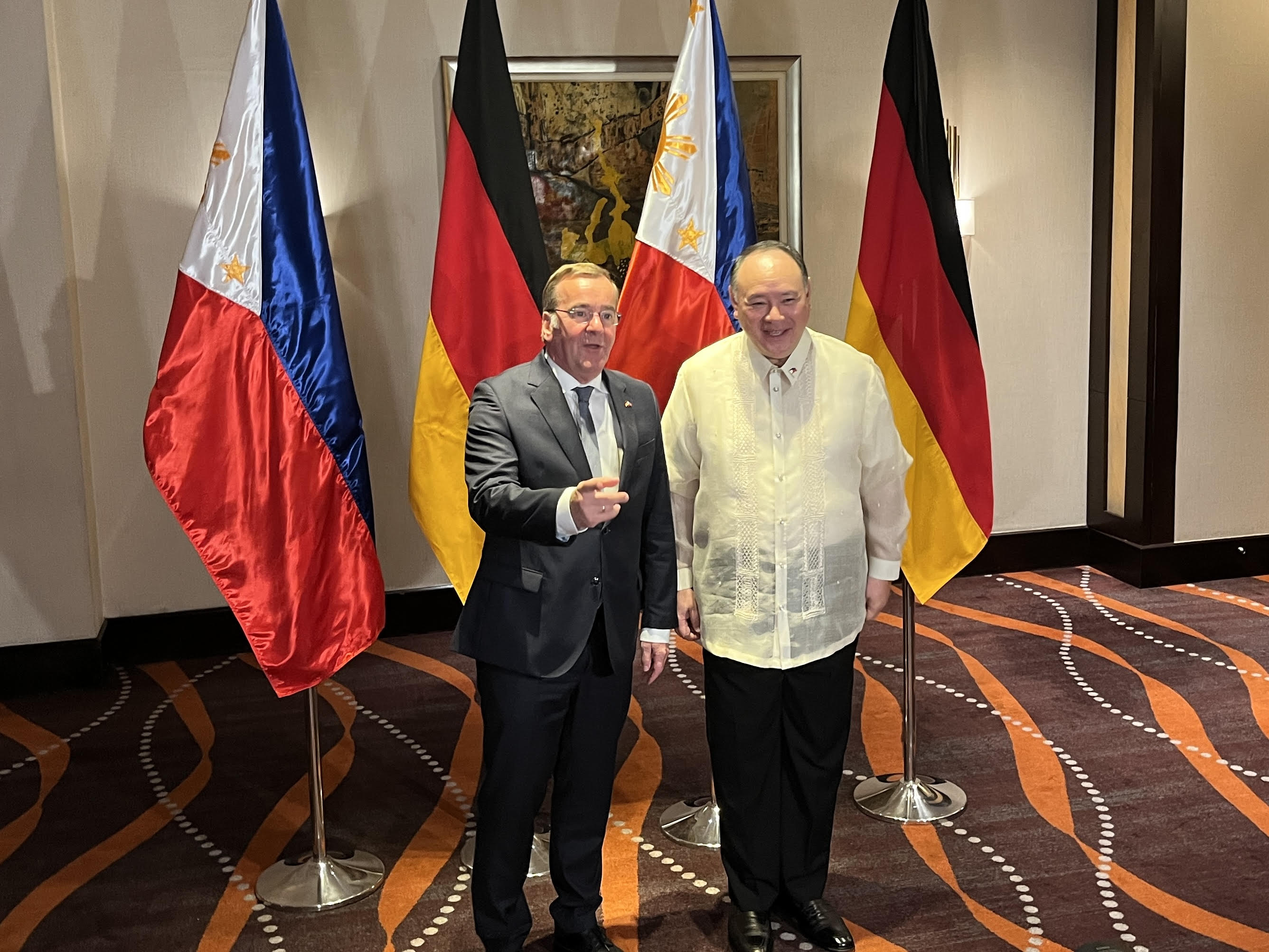
Bundesverteidigungsminister Boris Pistorius und Gilberto Teodoro in Manila (August 2024)

Teodoro war Präsidentschaftskandidat bei der Präsidentschaftswahl 2010 und ist Cousin zweiten Grades des damaligen Wahlsiegers Benigno Aquino III. 2022 kandidierte er erfolglos bei der Wahl zum Senat der Philippinen.